# Андорра
Андо́рра (кат. Andorra), полное официальное название — Кня́жество Андо́рра (кат. Principat d’Andorra) — княжество, одно из карликовых государств Европы, не имеющее выхода к морю и расположенное в восточных Пиренеях между Францией и Испанией, ассоциированное с ними, но не входящее в ЕС.
Столица государства — Андорра-ла-Велья (Андорра ла Виеха).
Андорра — многонациональное государство с широким этнокультурным, языковым, религиозным, расовым и национальным многообразием. По состоянию на 2022 год, по оценкам всемирной книги фактов ЦРУ, население Андорры составляло 85 560 человек; на 2021 год население Андорры по национальному составу было следующим: андорцы — 48,3 %, испанцы — 24,8 %, португальцы — 11,2 %, французы — 4,5 %, аргентинцы — 1,4 %, другие национальности — 9,8 %.
По Конституции страны официальным языком является каталанский, распространены также французский, испанский (кастильский диалект) и португальский языки.

## Этимология
Точное происхождение топонима «Андорра» неизвестно, среди лингвистов выдвинут ряд гипотез на этот счёт. В частности, существует точка зрения, что название «Андорра» происходит от наварро-арагонского слова andurrial, что означает «земля, покрытая кустарником» или «лесистая местность», поскольку долины Пиренеев были покрыты большими лесными массивами.

## Физико-географические данные

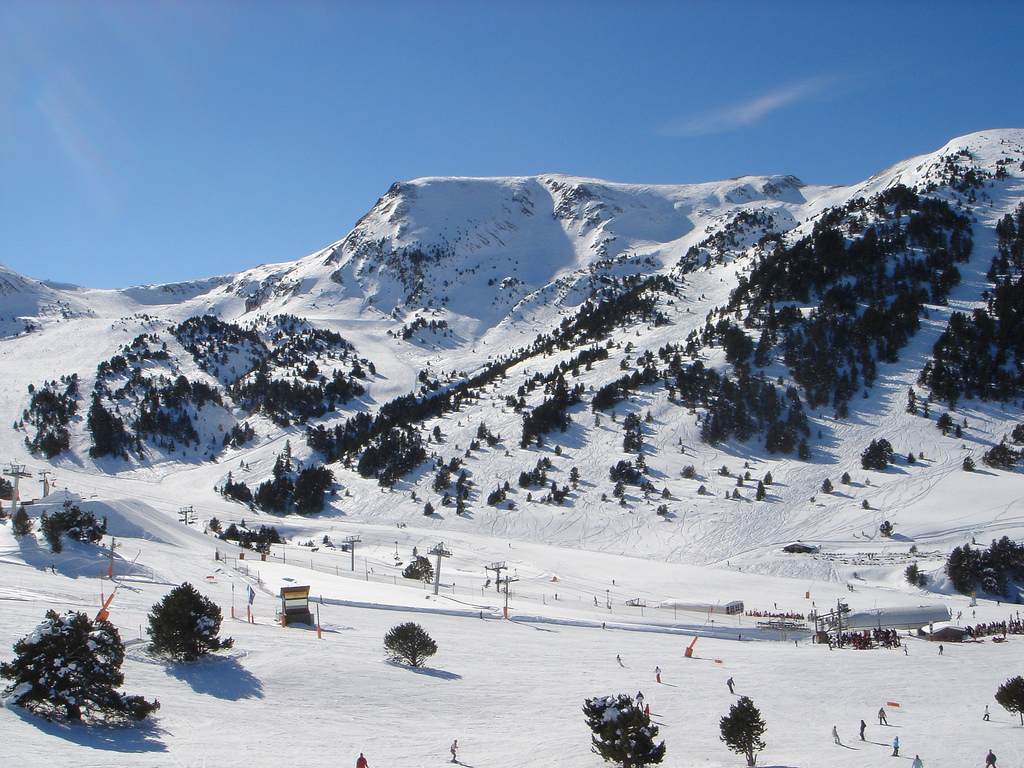
Горы Андорры

Территория Андорры составляет 468 км². Столица — Андорра-ла-Велья. Находящийся в Пиренеях на уровне 1029 м город Андорра-ла-Велья является самой высокогорной столицей Европы. В рельефе Андорры преобладают высокие скалистые горы, разделённые узкими долинами, много горных озёр ледникового происхождения.
На территории Андорры есть месторождения железной руды и свинца.
Климат Андорры — умеренный, со снежной холодной зимой и прохладным сухим летом. Средняя температура — +9 °C.
Шесть природных объектов охраняются государством.

### Почвы и растительность
В растительном покрове преобладают дуб, бук, каштан, сосна, ель. В горах — альпийские луга.

## Административное деление
Андорра в административном отношении разделена на 7 паррокий (кат. parròquies, «приход»):
- Андорра-ла-Велья (Andorra la Vella),
- Канильо (Canillo),
- Ла-Массана (La Massana),
- Ордино (Ordino),
- Сан-Жулиа-де-Лория (Sant Julià de Lòria),
- Энкамп (Encamp),
- Эскальдес-Энгордань (Escaldes-Engordany).

## История
- 778 — первое официальное упоминание.
- 790 — независимость Андорры была гарантирована франкским королём Карлом Великим.
- 805 — год основания княжества Андорры, когда Людовик I Благочестивый разбил сарацин благодаря тому, что жители общины Андорры провели франкское войско в тыл арабам и за эту помощь Карл Великий даровал общине Великую Хартию свободы (Carta de Poblament).
- IX век — набеги арабов на территорию страны.
- 1278 — соглашение между графом де Фуа и испанским епископом Урхельским об установлении двойного суверенитета Андорры.
- 1479 — граф Франциск Феб де Фуа становится королём Наварры, и таким образом суверенные права графов Фуа на Андорру переходят к наваррской короне.
- 1589 — король Наварры Генрих Бурбон взошёл на престол Франции под именем Генриха IV, суверенные права переходят теперь уже к французской короне. Формально они сохраняются за Французским государством до сих пор, теперь номинальным князем-соправителем Андорры считается президент Французской республики.
- 1866 — разработаны положения андоррской конституции.
- 1934 — разработаны основы современной андоррской конституции.
- 1934 — Борис Скосырев 8 июля предложил себя в качестве короля Андорры[12].
- 1976 — образована первая политическая партия — Демократическая партия Андорры.
- 1981 — разделение власти на законодательную и исполнительную.
- До 1993 года Андорра находилась под двойным протекторатом — Франции и епископа Урхельского.
- 1993 — принятие новой конституции; первые всеобщие выборы; вступление в ООН[13].
- 1994 год — Андорра становится членом Совета Европы; Марк Форне Мольне — премьер.
- 13 июня 1995 года — установлены дипломатические отношения с Российской Федерацией.
- 1996 — вступает в ОБСЕ.
- 1997 — становится членом ЮНЕСКО[14].

## Политическая структура

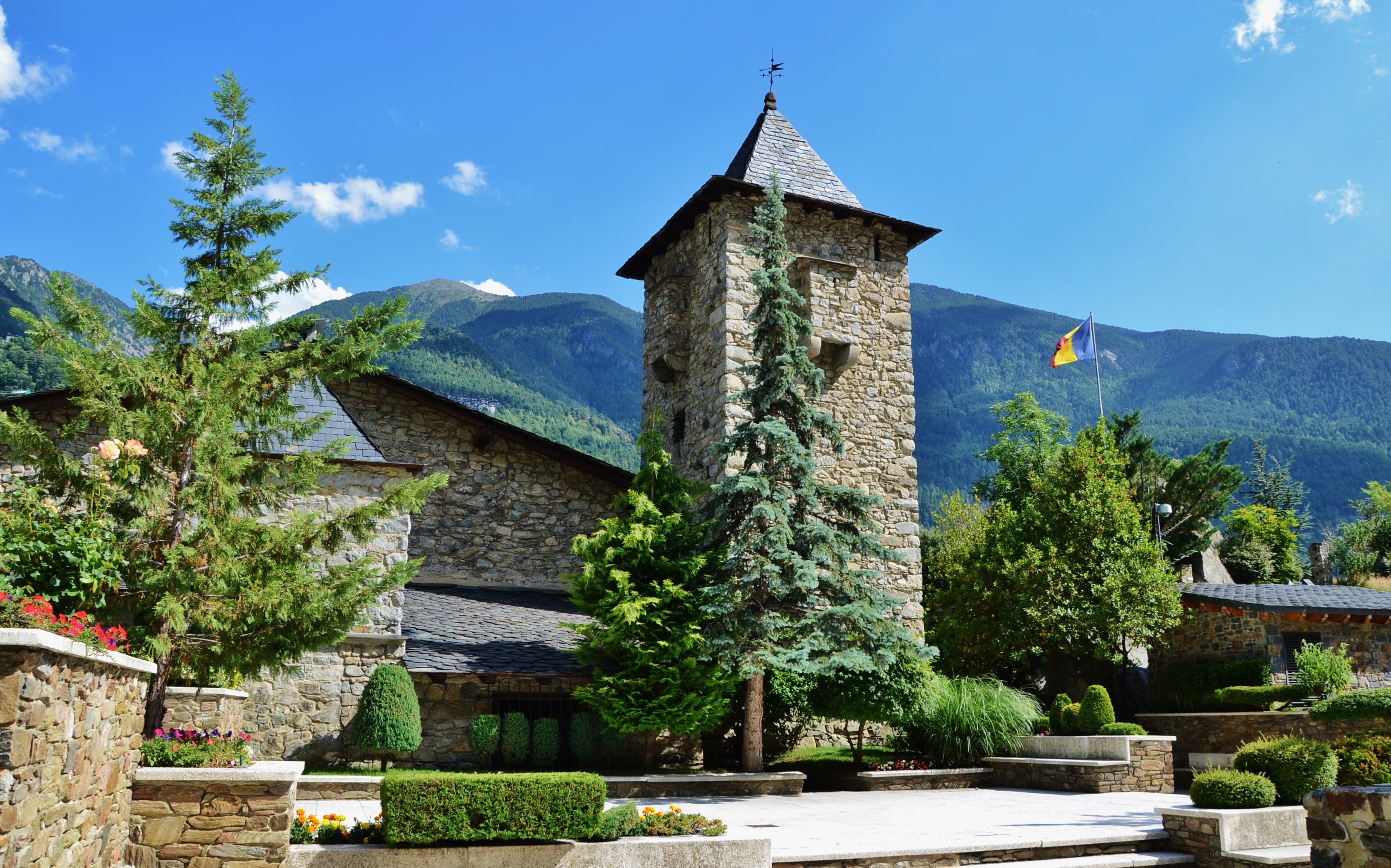
Каса-де-ла-Валл, парламент Андорры

Андорра — «парламентское княжество».
На окончание XIX и начало XX столетия Андорра была республикой, управляемой выборным синдиком и генеральным советом, в котором заседали 24 (25) члена, избираемых на четыре года, по четыре представителя от каждой общины. Президентом совета являлся старший синдик, имеющий помощника; оба они избирались генеральным советом на четыре года. Исполнительная власть и заведование внешними сношениями были возложены на старшего синдика.
До 1993 года андоррцы выплачивали своим сюзеренам ежегодную дань: 960 франков — президенту Французской республики; 460 песет, 12 головок сыра, 12 каплунов, 12 куропаток, 6 окороков — Урхельскому епископу.
Согласно конституции 1993 года, Княжество Андорра — парламентская демократия. Главами государства остаются князья-соправители, представленные в Андорре своими наместниками («вигье»), однако их власть, в основном, номинальна.
Высший законодательный орган — однопалатный Генеральный совет Долин (Генеральный совет) из 28 членов, избираемых на 4 года всеобщим и прямым голосованием (14 — по общенациональному округу, а остальные — по 2 от каждой из 7 общин страны). Глава Генерального совета — генеральный синдик (до 1993 — первый синдик), избираемый из числа членов совета.
Исполнительная власть осуществляется правительством — Исполнительным советом. Его председатель избирается Генеральным советом и официально утверждается князьями-соправителями на четырёхлетний срок. Состав Исполнительного совета формируется председателем.

## Судебная система
На окончание XIX и начало XX столетий судебными делами заведовали два викария (viguiers), носящих титул «сиятельных» (illustres), и гражданский судья.
Судебная система состоит из Суда Магистратов, Уголовного Суда, Верховного Суда и Конституционного Суда.
В состав Верховного суда входят пять судей: один назначается председателем Исполнительного совета, по одному каждым из князей-соправителей, один — генеральным синдиком, и один — судьями Суда Магистратов. Срок полномочий судей — 6 лет. Председателем Верховного Суда является судья, назначенный генеральным синдиком.
Судьи Суда Магистратов, а также председатель Уголовного Суда назначаются Верховным Судом. Верховный Суд также назначает членов офиса Генерального прокурора.
Конституционный Суд отвечает за интерпретацию Конституции, а также рассмотрение всех жалоб о несоответствии Конституции законов и соглашений. В Конституционный Суд входят четыре члена, назначаемые: по одному — каждым из князей-соправителей и два — Генеральным советом. Срок полномочий судей составляет 8 лет. Каждый из судей председательствует по очереди в течение двух лет.

## Международные отношения
С 1278 года Андорра является ассоциированным с Испанией и Францией государством. На этих странах лежит ответственность за защиту Андорры. Установленная тогда же, 8 сентября 1278 года, граница Андорры является самой старой сохранившейся до наших дней государственной границей в мире.
В 1993 году, после принятия Конституции, Андорра вступила в ООН и открыла ряд посольств и представительств за границей.

## Население

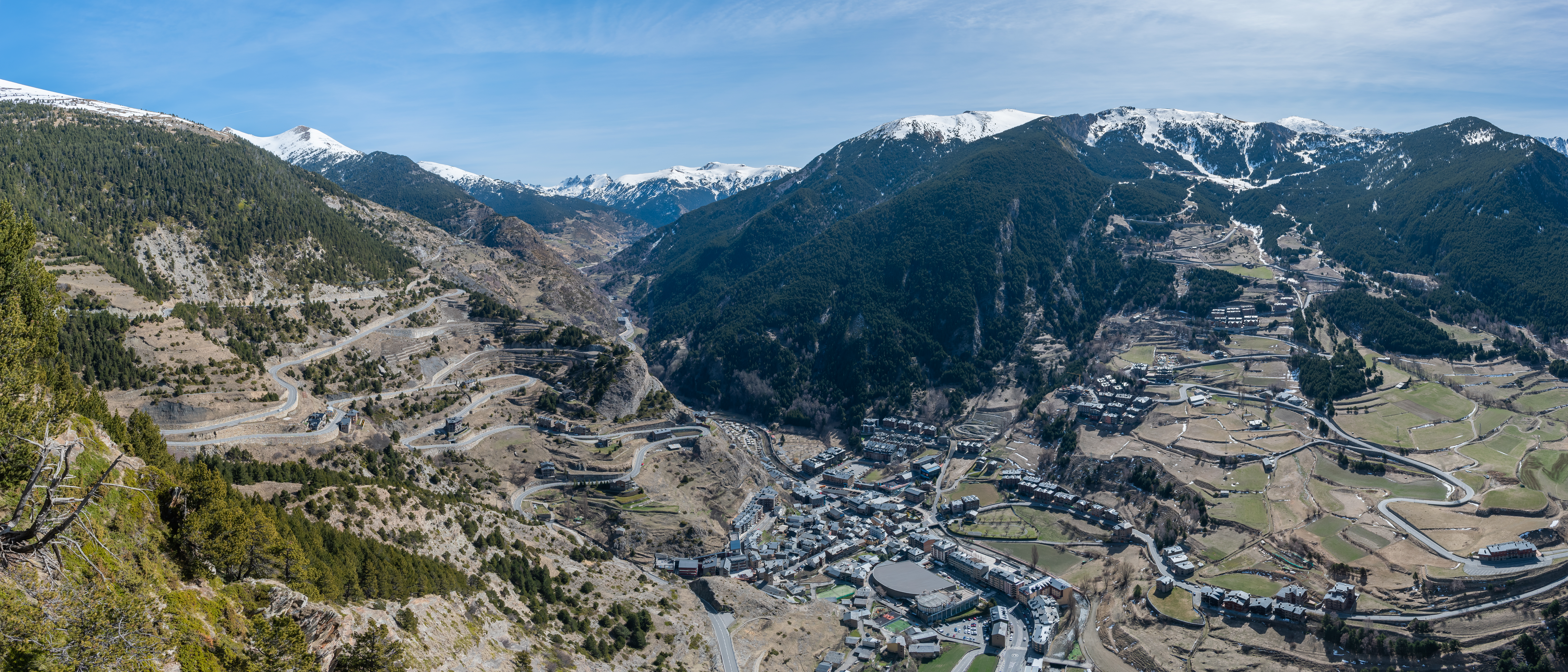
Поселение в Андорре, окружённое горами

Население Андорры составляет 85 560 человек (оценка 2022 года). Население столицы Андорра-ла-Велья — 23 000 жителей (оценка 2018 года).
Уровень рождаемости — 6,88 на 1000 человек населения, смертности — 7,92 на 1000 человек населения (оценка 2022 года).
Официальный язык — каталанский, на котором говорит треть населения. Распространены также французский, испанский (кастильский диалект) и португальский языки.
Большинство верующих — христиане (преимущественно католики) — 89,5, другие — 8,8 %, не религиозны — 1,7 % (оценка 2020 года).
Городское население Андорры составляет 87,8 % от общей численности населения страны (оценка 2022 года).
По состоянию на 2019 год, по оценкам ООН, в Андорре проживало 45 102 иммигранта, составляющих 58,5 % населения страны. По состоянию на 2022 год по оценкам всемирной книги фактов ЦРУ население Андорры составляло 85 560 человек. По состоянию на 2021 год по оценкам всемирной книги фактов ЦРУ население Андорры по национальному составу: андоррцы — 48,3 %, испанцы — 24,8 %, португальцы — 11,2 %, французы — 4,5 %, аргентинцы — 1,4 %, другие национальности — 9,8 %.

## Экономика
Андорра — высокоразвитое малое европейское постиндустриальное государство. Основная доходная статья бюджета страны — туризм, дающий 80 % ВВП страны; Андорру ежегодно посещают до 9 млн туристов. Государство принимает минимальное участие в управлении экономикой, и частное предпринимательство действует почти без ограничений. Большую роль в экономике играет банковский сектор, пользующийся существующими в стране налоговыми льготами. C 1 апреля 2012 действует официальное соглашение об использовании евро в качестве национальной валюты. До этой даты евро использовался неофициально. С 1 января 2023 года минимальный размер оплаты труда составляет 7,42 евро в час и 1286,13 евро в месяц. С 1 января 2024 года минимальный размер оплаты труда составляет 7,94 евро в час и 1376,27 евро в месяц.
Развитие сельского хозяйства в Андорре ограничено тем, что лишь 2 % земель пригодны для обработки. В этой отрасли занято менее 1 % населения. Выращиваются картофель и табак, в небольшом количестве — ячмень и рожь.
Имеются запасы железных руд, свинца, минеральной воды и леса, гидроэнергетические ресурсы.
Преимущества: по причине высокого уровня банковской конфиденциальности Андорра является «налоговым оазисом». Процветает торговля предметами роскоши.
Слабые стороны: Франция и Испания определяют экономическую политику страны. Зависимость от импорта продовольствия и сырья.
Огромной популярностью пользуется горнолыжный сезон, длящийся с начала декабря по середину апреля. Здесь два больших горнолыжных курорта Грандвалира и Валлнорд, общей протяжённостью около 200 км. Андорра является зоной беспошлинной торговли, что даёт возможность приобретать различные товары со скидками 25—40 % стоимости аналогичных товаров в Испании или Франции.

## Транспорт

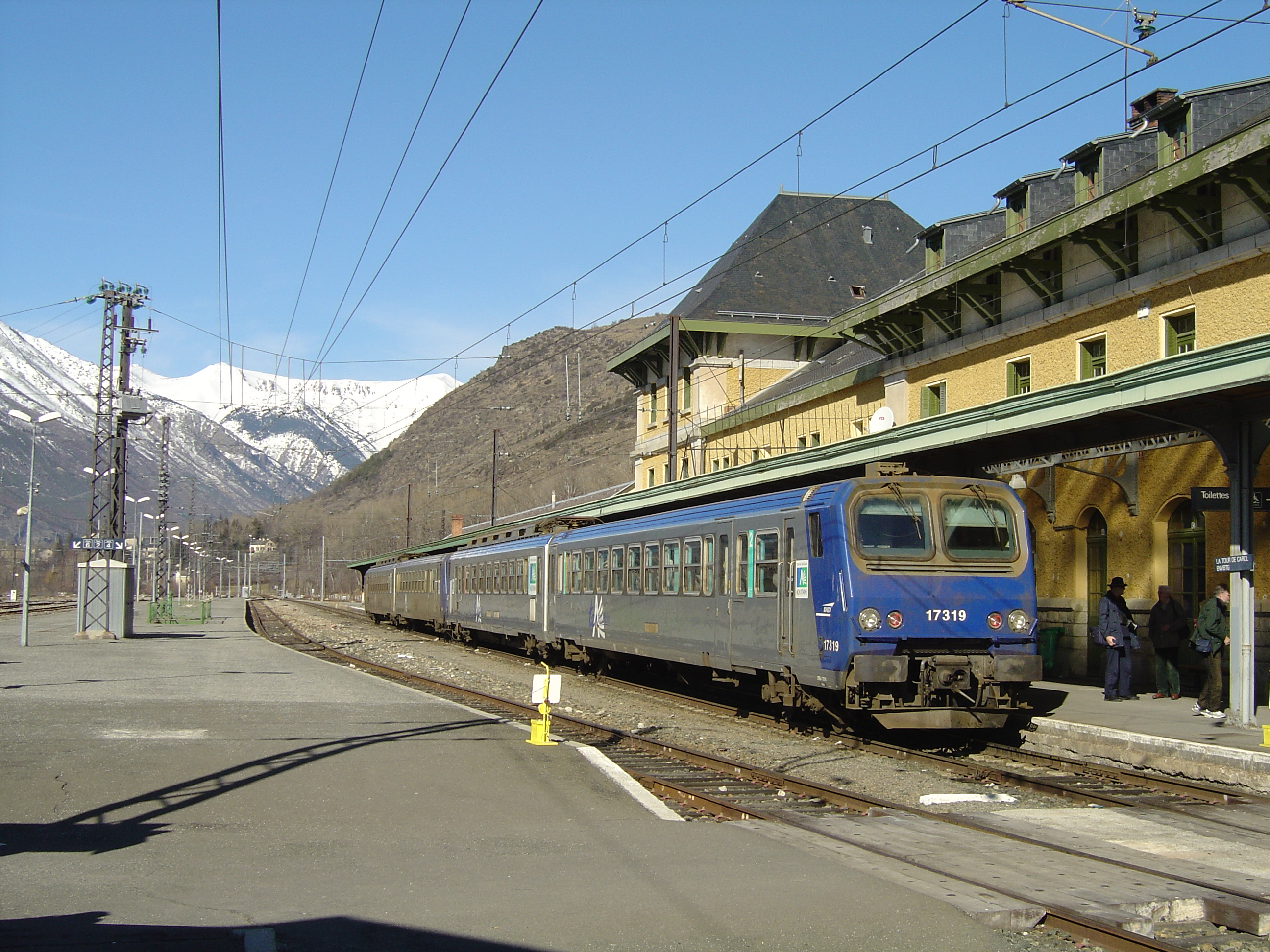
Поезд в Латур-де-Кароль (Франция), на одной из двух станций, обслуживающих Андорру. В Андорре нет железных дорог, хотя линия, связывающая Латур-де-Кароль и Тулузу, которая, в свою очередь, соединяется с французскими TGV в Тулузе, проходит в двух километрах от границы Андорры

Протяжённость дорожной сети Андорры составляет 279 км, из которых 76 км не имеют твёрдого покрытия. Две основные дороги, выходящие из Андорры-ла-Велья, — CG-1, ведущая к границе с Испанией, и CG-2, ведущая к границе с Францией через тоннель Энвалира около Пас-де-ла-Каса. Зимой основные дороги в Андорре обычно быстро очищаются от снега и остаются доступными, однако основную дорогу из Андорры по территории Франции (RN-20/22) чистят реже и иногда закрывают из-за лавинной опасности. Другие основные дороги из Андорры-ла-Велья (CG-3 и CG-4) ведут в Аркалис и Пал соответственно.
Автобусное сообщение связывает все городские районы и многие деревни. Частота движения по большинству основных маршрутов в часы пик доходит до получаса и менее. Часто курсируют автобусы из Андорры в Барселону и аэропорт Барселоны, а также в Тулузу и аэропорт Тулузы. До каждого из этих пунктов можно доехать приблизительно за 3 часа. Есть также маршруты до аэропорта Жироны и до Португалии через Лериду. Автобусные перевозки в основном осуществляются частными компаниями, но некоторые местные линии обслуживаются Правительством. Частные автобусные компании: «Autocars Nadal», «Camino Bus», «Cooperativa» «Interurbana Andorrana», «Eurolines», «Hispano Andorrana и Novatel».
В Андорре нет железных дорог, портов или аэропортов для посадки самолётов, однако есть несколько коммерческих вертолётных площадок в Ла-Массане, Аринсале и Эскальдес-Энгордань. Соседние аэропорты расположены в Барселоне, Тулузе, Перпиньяне, Реусе и Жироне. Ближайший из них (в 160 км), аэропорт Перпиньян — Ривесальтес, обслуживает короткие маршруты в несколько городов Великобритании и Франции. Маленький аэропорт La Seu d’Urgell в 12 км к югу от Андорры в настоящее время обслуживает только частные самолёты. Каталонское правительство изучает возможность использования его в будущем в качестве публичного аэропорта.
Ближайшая железнодорожная станция L’Hospitalet-près-l’Andorre находится в 10 км к востоку от Андорры и предоставляет возможность добраться до Тулузы и далее высокоскоростными поездами до Парижа. Линия обслуживается SNCF.

## Образование

### Школы
Образование для всех детей от 6 до 16 лет является обязательным. Среднее образование предоставляется государством бесплатно.
Существует три типа школ — андорранские, французские и испанские — обучение в которых, в основном, ведётся на каталанском, французском и испанском языках, соответственно. Родители могут выбирать тип школы, которую посещают их дети. Все школы построены и содержатся властями Андорры, однако учителя во французских и испанских школах оплачиваются, в основном, Францией и Испанией. Около 50 % андорранских детей поступают во французские начальные школы, остальные — в испанские или андорранские.

### Университет Андорры
Государственный Университет Андорры — единственный университет страны, основанный в 1997 году. Университет готовит бакалавров в области медицины, компьютерных наук, делового администрирования и образования, а также осуществляет подготовку на курсах высшего профессионального образования. Двумя единственными высшими школами в Андорре являются Школа медицинских сестёр и Школа компьютерных наук (входят в состав университета). Последняя осуществляет подготовку на степень доктора наук.

#### Центр дистанционного обучения
Сложное географическое положение страны, а также небольшое количество студентов не позволяют Университету Андорры развивать полноценные академические программы, в результате чего университет работает главным образом как центр дистанционного обучения, обеспечивая связь с университетами Франции и Испании. Центр дистанционного обучения (Centre d’Estudis Virtuals) университета имеет порядка двадцати программ подготовки — как на степень бакалавра, так и на степень магистра — в области туризма, юриспруденции, каталанской филологии, гуманитарных наук, психологии, политических наук, аудиовизуальных коммуникаций, телекоммуникаций и восточноазиатских исследований. Центр также предлагает различные программы дополнительного образования и переподготовки для профессионалов.

## Здравоохранение
Медицинское обслуживание в Андорре предоставляется всем работающим и членам их семей в рамках государственной системы социального страхования (CASS, Caixa Andorrana de Seguretat Social), которая финансируется за счёт взносов работодателей и работников, пропорциональных заработной плате. Стоимость медицинского обслуживания покрывается страховкой в размере 75 % в случае амбулаторного лечения (расходы на лекарства и посещения врачей), 90 % — в случае госпитализации, и 100 % — при несчастных случаях на рабочем месте. Оставшиеся расходы могут покрываться частным страховым полисом. Остальным гражданам и туристам необходима полная частная медицинская страховка.
Главная больница Меритчель (Meritxell) находится в Эскальдес-Энгордань. В стране также имеются 12 центров первой медицинской помощи.

## Телекоммуникации и средства массовой информации
Андоррская национальная телекоммуникационная компания («Servei de Telecomunicacions d’Andorra», STA или SOM) является эксклюзивным оператором стационарной и мобильной телефонной связи и провайдером интернет-услуг. Эта же компания управляет технической инфраструктурой национальной сети цифрового телевидения и радио.
Планировалось, что к концу 2010 года каждый дом в стране будет иметь оптоволоконное подключение к сети интернет с минимальной скоростью 100 Мбит/с.
«Ràdio i Televisió d’Andorra» (RTVA) является единственным телевизионным каналом в стране. «Radio Nacional d’Andorra» управляет двумя радиостанциями, «Radio Andorra» и «Andorra Música». Издаются три национальные газеты — «Diari D’Andorra», «El Periòdic», и «Bon Dia», а также несколько местных газет. Единственная газета в Андорре, издающаяся не на каталанском языке, — газета «all-andorra.com», которая доступна на 3 языках: английском, французском и русском.

## Культура
Андорра является родиной таких народных танцев, как контрапас и марратха (сохранился в Сант-Жулия-де-Лория). Андоррская фольклорная музыка имеет общие с музыкой своих соседей черты, но является каталанской по характеру, что выражается в наличии таких танцев, как сардана. Среди других андоррских народных танцев — контрапас в Андорра-ла-Велья и танец святой Анны в Эскальдес-Энгордань.
Национальный праздник Андорры — день Богоматери Меритшелльской, отмечаемый 8 сентября.
В архитектурном отношении Андорра выделяется обилием зданий в романском стиле: их насчитывается более 40, в том числе Санта-Колома и Сан-Серни-де-Нагол.

## Вооружённые силы
На окончание XIX столетия Андорра — государство воинственное, так как все его жители мужского пола от 16- до 60-летнего возраста были обязаны к воинской повинности и поэтому все вооружены, а на начало XX столетия государство вооруженных сил не имело.
В Андорре нет регулярных вооружённых сил; все силовые функции выполняет полиция Андорры, насчитывающая 240 полицейских, которым помогают гражданские помощники, ответственность за оборону Андорры несут Франция и Испания.
Основные задачи полиции Андорры — охрана общественного порядка, уголовный розыск, пограничный контроль, контроль дорожного движения. Также имеются небольшие специальные подразделения — кинологическое, горноспасательное и сапёрное.

## Флаги и гербы Андорры

Флаг Андорры
Флаг Андорры-ла-Велья
Герб Андорры
Герб Андорры-ла-Вельи
Герб Канильо
Герб Ла-Массаны
Герб Ордино
Герб Сант-Жулия-де-Лории
Герб Энкампа
Герб Эскальдес-Энгордань